# Sushi Go!
Sushi Go! ist ein Kartenspiel des australischen Spieleautors Phil Walker-Harding, das 2013 bei Adventureland Games auf Englisch und kurz darauf in mehreren weiteren Sprachen erschienen ist. In Deutschland erschien das Spiel in einer multilingualen Fassung im Zoch Verlag. Es erhielt 2015 mehrere internationale Preise und wurde unter anderem für den Niederländischen Spielepreis nominiert.

## Spielweise
Bei Sushi Go! geht es darum, die besten Kombinationen von Sushi-Varianten in einem Sushi-Restaurant zu bekommen, die den Spielern präsentiert werden. Es ist ein schnelles Spiel, das mit einem so genannten Drafting-Mechanismus ähnlich dem bei 7 Wonders und anderen Spielen funktioniert. Dabei bekommt zu Beginn jeder Runde jeder Mitspieler eine feste Anzahl Karten und sucht eine daraus aus, danach geben alle Mitspieler die restlichen Karten an den jeweils nächsten Mitspieler weiter und spielen die gewählte Karte aus. Entsprechend der ausgelegten Karten bekommen alle Spieler Punkte, Gewinner ist der Spieler mit den meisten Punkten nach drei Runden.
Das Spielmaterial besteht aus einem Kartensatz mit 108 Sushi-Karten mit den verschiedenen Sushi-Varianten sowie einem Wertungsblock.

### Spielablauf
Zum Beginn des Spiels bekommt jeder Mitspieler seine Handkarten entsprechend der Anzahl der Mitspieler, diese werden verdeckt auf die Hand genommen. Bei drei Spielern erhält jeder Mitspieler 9 Karten, bei vier Mitspielern 8 Karten und bei fünf Mitspielern 7 Karten.
Das Spiel läuft über drei Durchgänge mit mehreren Runden, dabei spielen alle Spieler gleichzeitig. Die Spieler wählen aus ihren Handkarten je eine Karte aus, die sie behalten und auslegen wollen, die restlichen Karten werden an den linken Nachbarn weiter. Haben alle Spieler eine Karte ausgewählt, wird die verdeckt auf den Tisch gelegt, dann werden alle gewählten Karten gleichzeitig aufgedeckt. Danach nimmt jeder die neuen Handkarten auf und sucht sich erneut eine Karte aus. Dieser Ablauf erfolgt, bis die letzten Karten aufgedeckt werden. Danach erfolgt die Wertung des Durchgangs entsprechend der ausliegenden Karten.
| Karte                                  | Wertung | Anzahl   |
| -------------------------------------- | --- | -------- |
| Maki-Rolle 3 Maki-Rolle 2 Maki-Rolle 1 | Maki-Rollen gibt es in drei Varianten mit je unterschiedlicher Anzahl: 1,2 oder 3. Am Ende des Durchgangs zählt jeder Spieler die Gesamtanzahl der Maki-Symbole zusammen, der Spieler mit den meisten Maki-Rollen erhält 6 Punkte und der Spieler mit den zweitmeisten Maki-Rollen erhält 3 Punkte. Haben mehrere Mitspieler die meisten oder zweitmeisten Rollen, bekommen sie alle jeweils die Punkte. Um Punkte zu bekommen, muss jedoch mindestens eine Maki-Rolle liegen. | 08 12 06 |
| Tempura                                | Jeweils zwei Tempura zählen zusammen 5 Punkte, eine einzelne Tempura-Karte ist keine Punkte wert. | 14       |
| Sashimi                                | Jeweils drei Sashimi zählen zusammen 10 Punkte, eine einzelne oder zwei Sashimi-Karten sind keine Punkte wert. | 14       |
| Muschel                                | Die Muschel-Karten zählen umso mehr Punkte, je mehr ein Spieler von ihnen hat. Eine Muschel zählt einen, zwei Muscheln 3, drei Muscheln 6, vier Muscheln 10 und fünf oder mehr Muscheln 15 Punkte | 14       |
| Thunfisch-Nigiri                       | Ein Thunfisch Nigiri zählt drei Punkte, mit einem Wasabi 9 Punkte. | 05       |
| Lachs-Nigiri                           | Ein Lachs-Nigiri zählt zwei Punkte, mit einem Wasabi 6 Punkte. | 10       |
| Ei-Nigiri                              | Ein Ei-Nigiri zählt einen Punkt, mit einem Wasabi 3 Punkte. | 05       |
| Wasabi                                 | Eine Wasabi-Karte verdreifacht den Wert eines Nigiri. | 06       |
| Stäbchen                               | Eine Stäbchen-Karte zählt 0 Punkte. Ein ausgelegtes Stäbchen kann jedoch beim Draften eingesetzt werden, um eine zweite Karte aus der Kartenhand zu behalten und dafür das Stäbchen wieder aufzunehmen und weiterzugeben. | 04       |
| Pudding                                | Pudding-Karten bleiben bis zum Spielende über die drei Durchgänge vor den Spielern liegen. Der oder die Spieler mit den meisten Pudding-Karten erhält 6 Punkte, der oder die Spieler mit den wenigsten bzw. keinen Pudding-Karten erhalten jeweils 6 Minuspunkte. | 10       |

Das Spiel endet nach drei Durchgängen, Gewinner ist der Spieler mit den meisten Punkten nach der Endwertung, bei Gleichstand gewinnt, wer von den Spielern mit den meisten Punkten die meisten Pudding-Karten hat. Besteht auch dann ein Gleichstand, gibt es mehrere Gewinner.

### Erweiterungen
Zu Sushi Go! erschien 2014 das Promo Sushi Go!: Soy Sauce Promo, eine Mini-Erweiterung mit vier Karten „Soy Sauce“ (Sojasauce), die vier Sonderpunkte für den Spieler mit den meisten Farbvarianten einer Runde einbringen. Die „Soy Sauce“-Karten sind in der Nachfolgeversion Sushi Go Party! enthalten.

### Sushi Go Party!
Im 2016 erschienenen Nachfolger Sushi Go Party! können bis zu acht Spielerteilnehmen, das Grundprinzip entspricht dem von Sushi Go!. Bei dem Spiel wird mit 181 Karten gespielt, hinzu kommen 22 Menu Titles (Speisekarten), acht Pawns (für acht Spielerfarben) sowie ein Spielbrett. Dabei wird zu Beginn des Spiels ein Kartenset festgelegt, mit dem gespielt werden soll. In den Regeln sind dafür acht Sets dargestellt, die auf unterschiedliche Schwierigkeitsgrade oder Spieleranzahl abgestimmt sind, sowie die Grundregeln zur Zusammenstellung eigener Sets. Dabei besteht ein Kartenset immer aus 8 verschiedenen Kartentypen.
Wie beim Originalspiel werden zu Beginn jedes Durchgangs die Handkarten verteilt und das Spiel läuft über drei Durchgänge. In der Mitte des Spielfelds wird das Spielbrett platziert, jeder Spieler wählt eine Spielfarbe und erhält die entsprechende Spielfigur. Diese wird auf das 0-Feld des Spielplans gestellt. Die gewählten Kartensets werden gemischt und als Zugstapel in die Mitte platziert, daneben kommen die zugehörigen Dessertkarten (Pudding, Green Tea Ice Cream, Fruit). Zu Beginn jedes Durchgangs werden abhängig von der Anzahl der Mitspieler Dessert-Karten beigemischt. Bei zwei bis drei Spielern erhält jeder Mitspieler 10 Karten, bei vier und fünf Mitspielern 9 Karten, bei sechs und sieben Mitspielern 8 Karten und bei acht Mitspielern 7 Karten. Die Spielphase ist identisch mit Sushi Go!. Jeder Spieler nimmt also pro Runde eine Karte aus seinen Handkarten, gibt den Rest der Karten an seinen Nachbarn weiter und deckt die gewählte Karte auf. Nach jedem Durchgang wird gewertet und nach drei Durchgängen kommt es zur Endwertung.
Das Kartenset besteht aus den bereits im Originalspiel Sushi Go!, die teilweise etwas anders gewertet werden, den Karten der Promo-Erweiterung Soy Sauce sowie einigen neuen Karten mit eigenen Wertungen:
| Karte                                 | Wertung | Anzahl |
| ------------------------------------- | --- | ------ |
| Maki (Maki-Rolle)                     | Die Wertung entspricht der im Originalspiel. Bei 6 bis 8 Mitspielern bekommen der oder die Spieler mit der zweithöchsten Anzahl 4 Punkte und die oder der Mitspieler mit der dritthöchsten Anzahl 2 Punkte. | 12     |
| Temaki                                | Am Ende der Runde bekommt der oder die Spieler mit den meisten Temaki-Karten vier Punkte, der oder die Spieler mit den wenigsten oder gar keinen Temaki-Karten bekommt 4 Minuspunkte. Letzteres entfällt bei Spiel mit zwei Spielern. | 12     |
| Uramaki                               | Der oder die Spieler, die zuerst in einer Runde 10 oder mehr Uramaki-Punkte (Bilder am oberen Rand der Karten) gesammelt haben, bekommen sofort 8 Punkte, die nächsten 5 Punkte und die folgenden 2 Punkte. Die Karten werden nach der Wertung direkt weggelegt und gehen nicht in die Wertung am Ende eines Durchgangs ein. Erreichen mehrere Spieler in einer Runde mehr als 10 Uramaki-Punkte, bekommt der mit der höchsten Anzahl die Wertungspunkte, bei Gleichstand erhalten beide die Wertungspunkte und der nächste Rang wird übersprungen. Am Ende des Durchgangs erhält der Spieler mit den meisten noch ausliegenden Uramaki-Punkten die Anzahl an Wertungspunkten, die noch nicht in der Runde erreicht wurde. Bei Gleichstand erhalten alle Spieler die Punkteanzahl. | 12     |
| Edemame                               | Edemame wird nur beim Spiel mit drei bis acht Spielern genutzt. Sie zählen jeweils einen Punkt für jeden gegnerischen Spieler, der eine Edemame-Karte ausliegen hat. Wenn nur ein Spieler eine Edemame-Karte ausliegen hat, ist sie 0 Punkte wert, die maximale Punktzahl beträgt 4 Punkte pro Edemame. | 08     |
| Eel (Aal)                             | Ein Spieler, der nur einen Aal ausliegen hat, bekommt 3 Minuspunkte. Hat ein Spieler zwei oder mehr Aal-Karten, bekommt er 7 Punkte. | 08     |
| Onigiri                               | Onigiri gibt es in vier verschiedenen Formen: als Kugel, Dreieck, Rechteck oder Quadrat; Sie werden jeweils als Sets verschiedener Formen gewertet: 1 Punkte bei einer Form, 4 bei zwei, 9 bei drei und 16 bei vier Formen. | 08     |
| Miso Soup (Miso-Suppe)                | Wir in einer Runde nur von einem Spieler Miso Soup gespielt, verbleibt sie bis zum Ende des Durchgangs beim Spieler und zählt 3 Punkte. Werden mehrere Miso Soup in einer Runde gespielt, werden sie beiseitegelegt und nicht gewertet. Wir die Misu Soup durch die Stäbchen, den Spoon oder das Menu eingebracht, zählt sie wie in der Runde ausgespielt, dabei kann ein Spieler auch mehrere Miso Soup spielen und werten lassen. | 08     |
| Tempura                               | Die Wertung entspricht der im Originalspiel: Jeweils zwei Tempura zählen zusammen 5 Punkte, eine einzelne Tempura-Karte ist keine Punkte wert. | 08     |
| Sashimi                               | Die Wertung entspricht der im Originalspiel: Jeweils drei Sashimi zählen zusammen 10 Punkte, eine einzelne oder zwei Sashimi-Karten sind keine Punkte wert. | 08     |
| Tofu                                  | Ein einzelner Tofu zählt 2 Punkte und zwei Tofu sind 6 Punkte wert. Hat ein Spieler mehr als zwei Tofu zählen sie 0 Punkte. | 08     |
| Dumpling (Muschel)                    | Die Wertung entspricht der im Originalspiel: Die Muschel-Karten zählen umso mehr Punkte, je mehr ein Spieler von ihnen hat. Eine Muschel zählt einen, zwei Muscheln 3, drei Muscheln 6, vier Muscheln 10 und fünf oder mehr Muscheln 15 Punkte | 08     |
| Egg Nigiri Salmon Nigiri Squid Nigiri | Ein Egg Nigiri zählt einen Punkt, mit einem Wasabi 3 Punkte. Ein Salmon Nigiri zählt zwei Punkte, mit einem Wasabi 6 Punkte. Ein Squid Nigiri zählt zwei Punkte, mit einem Wasabi 6 Punkte. | 12     |
| Wasabi                                | Die Wertung entspricht der im Originalspiel: Eine Wasabi-Karte verdreifacht den Wert eines Nigiri. | 03     |
| Stäbchen                              | Eine Stäbchen-Karte zählt 0 Punkte. Ein ausgelegtes Stäbchen kann jedoch beim Draften eingesetzt werden, um eine zweite Karte aus der Kartenhand zu behalten und dafür das Stäbchen wieder aufzunehmen und weiterzugeben. | 03     |
| Menu (Speisekarte)                    | Ein Spieler, der eine Menu-Karte spielt, darf vier neue Karten vom ungenutzten Nachzugstapel ziehen und sich von diesen eine Karte aussuchen und diese direkt ausspielen (Ausnahme: eine weitere Menu-Karte). Die restlichen drei Karten werden wieder zum Deck getan und selbiges durchgemischt, die Menu-Karte wird abgelegt. | 03     |
| Soy Sauce (Sojasauce)                 | Nach dem Durchgang, in dem eine Soy Sauce gespielt wird, erhalten der oder die Spieler vier Sonderpunkte pro Karte, der oder die die meisten Farbvarianten besitzt und zugleich die Soy Sauce gespielt hat. Bei den Dessert zählen nur die Karten, die in dem laufenden Durchgang gespielt wurden. | 03     |
| Spoon (Löffel)                        | Der Löffel ermöglicht es einem Spieler, eine Karte aus der Hand eines anderen Spielers zu nehmen und ins Spiel zu bringen. Wie die Stäbchen kann der Löffel nach der Auslage in einer späteren Runde genutzt werden. Dafür ruft der Spieler „Spoon“ aus und kann sich, nachdem der jeweilige Spieler bereits eine Karte ausgewählt hat, einen Kartentyp wünschen. Der erste Spieler in Spielrichtung, der die Karte besitzt, muss sie dem Besitzer des Spoon geben und bekommt dafür den Spoon. Kann kein Spieler den Wunsch erfüllen, wird die Karte abgelegt, befindet sie sich bei der Wertung in der Auslage, ist sie 0 Punkte wert. | 03     |
| Special Order                         | Eine Special Order ist eine Karte, mit der ein Spieler eine beliebige Karte kopieren kann, die er bereits ausliegen hat. Bei der Auslage wählt der Spieler eine beliebige Karte seiner Auslage und legt die Special Order auf die gewählte Karte. Wird Special Order gespielt, wenn es noch keine anderen Karten zu kopieren gibt, wird sie abgelegt. | 03     |
| Takeout Box (Mitnahme-Box)            | Wenn die Takeout Box gespielt wird, darf der Spieler eine beliebige Anzahl von Karten seiner Auslage wählen und umdrehen. Sie zählen nun unabhängig vom ursprünglichen Kartentyp jeweils 2 Punkte. Handelt es sich bei einer der Karten um eine Karte, die von Special Order kopiert. | 03     |
| Tea (Tee)                             | Für jede Karte des Typs, von dem ein Spieler am meisten Karten ausliegen hat, bringt der Tee einen zusätzlichen Punkt. | 03     |
| Pudding                               | Pudding-Karten bleiben bis zum Spielende über die drei Durchgänge vor den Spielern liegen. Der oder die Spieler mit den meisten Pudding-Karten erhält 6 Punkte, der oder die Spieler mit den wenigsten bzw. keinen Pudding-Karten erhalten jeweils 6 Minuspunkte. | 15     |
| Green Tea Ice Cream                   | Green Tea Ice Cream bleibt ebenfalls bis zur Endwertung liegen. eine bis drei Karten dieses Typs bringen keine Punkte, hat ein Spieler die Karten vier Mal, bekommt er 12 Punkte. | 15     |
| Fruit                                 | Früchte gibt es in drei Typen (am oberen Kartenrand): Wassermelone, Orange und Ananas. Wie andere Desserts werden sie erst am Ende des Spiels nach drei Durchgängen gewertet. Dabei werden die drei Typen einzeln gewertet: Besitzt ein Spieler von einem Typ keine Bilder eines Typs, bekommt er 2 Minuspunkte, bei einem Bild 0 Punkte, bei zwei Bildern 1 Punkt, bei drei Bildern 3 Punkte, bei vier Bildern 6 Punkte und bei fünf und mehr Bildern 10 Punkte. | 15     |

Auch Sushi Go Party! endet nach drei Runden, Gewinner ist hier ebenfalls der Spieler mit den meisten Punkten nach der Endwertung. Bei Gleichstand gewinnt, wer von den Spielern mit den meisten Punkten die meisten Dessert-Karten hat. Besteht auch dann ein Gleichstand, gibt es mehrere Gewinner.

## Ausgaben und Rezeption
Das Kartenspiel Sushi Go! wurde von Phil Walker-Harding entwickelt und 2013 bei Adventureland Games, Walker-Hardings eigenem Spielelag, auf Englisch veröffentlicht. Dabei wurde es zuerst als Print & Play-Version und nach einer erfolgreichen Kampagne bei Indiegogo als kommerzielles Spiel veröffentlicht. 2014 wurde das Spiel von dem amerikanischen Verlag Gamewright aufgegriffen und mit einem neuen Layout von Nan Rangsima ausgestattet, im gleichen Jahr erschien das Spiel in weiteren Ausgaben auf Spanisch und Russisch sowie im Zoch Verlag in einer multilingualen Fassung (Englisch, Französisch, Deutsch, Italienisch). 2015 und 2016 kamen neben einer multilingualen asiatischen Version (Chinesisch, Englisch, Malay, Thai) weitere Ausgaben in Niederländisch, Französisch, Italienisch, Türkisch, Portugiesisch und Polnisch hinzu.
Das Spiel wurde für verschiedene Preise nominiert und teilweise auch ausgezeichnet. So erhielt es 2015 die Auszeichnung als UK Games Expo Awards Best General Card Game 2015, als Origins Awards Best Card Game 2015 sowie als Boardgames Australia Awards Best Australian Game 2015, zudem wurde es für den Niederländischen Spielepreis 2015 nominiert. Es wurde in zahlreichen Kritiken sehr positiv besprochen, wobei vor allem die konsequente und einfache Umsetzung des Drafting-Mechanismus herausgestellt wird, z. B.:

„Sushi Go! is definitely the lightest drafting game I’ve ever played. I’m used to playing 7 Wonders where I need to not only figure out which card I want to play each round, but also figure out if I can afford it. All that bookkeeping goes out the window with Sushi Go! Game designer Phil Walker-Harding did a great job of figuring out the essence of a card drafting game and distilling it down to that. As the box says, it’s really just “Pick and Pass”.“

Als Nachfolger und erweiterte Version für Sushi Go! erschien 2016 beim Verlag Gamewright Sushi Go Party! als Spiel für bis zu acht Spieler mit weiteren Karten und Punkteoptionen auf Englisch, Spanisch und Niederländisch sowie im Folgejahr auf Italienisch.

## Belege
1. 1 2 3 4 5 6  
Offizielle Spielregeln (Memento des Originals vom 15. März 2016 im Internet Archive)  Info: Der Archivlink wurde automatisch eingesetzt und noch nicht geprüft. Bitte prüfe Original- und Archivlink gemäß Anleitung und entferne dann diesen Hinweis. für Sushi Go!
2. 1 2  
Sushi Go!: Soy Sauce Promo in der Datenbank BoardGameGeek; abgerufen am 26. März 2017.
3. 1 2 3  
Offizielle Spielregeln für Sushi Go Party!
4. ↑  
Sushi Go! – A super-fast sushi card game, Kampagne bei indiegogo.com 2012; abgerufen am 26. März 2017.
5. ↑  
Versionen von Sushi Go! in der Datenbank BoardGameGeek; abgerufen am 26. März 2017.
6. ↑  
Tony Mastrangeli: Sushi Go! Review bei boardgamequest.com, 15. Juli 2014; abgerufen am 26. März 2017.
7. ↑  
Versionen von Sushi Go Party! in der Datenbank BoardGameGeek; abgerufen am 26. März 2017.